# Mount Fritsche
Mount Fritsche är ett berg i Antarktis. Det ligger i Västantarktis. Argentina, Chile och Storbritannien gör anspråk på området. Toppen på Mount Fritsche är 1 116 meter över havet, eller 506 meter över den omgivande terrängen. Bredden vid basen är 5,8 km.
Terrängen runt Mount Fritsche är huvudsakligen kuperad, men åt sydost är den platt. Mount Fritsche är den högsta punkten i trakten. Trakten är obefolkad. Det finns inga samhällen i närheten. 